# La Veu de Tortosa
La Veu de Tortosa fou el primer periòdic tortosí escrit íntegrament en català.
La Veu de Tortosa, començà la publicació el 1899 amb cinc números, continuà durant els anys 1900 i 1901 i desaparegué el 1902 amb el número 162. Va sostindre fortes campanyes en què defensava la Unió Catalanista i la Lliga Regionalista.
Fundat i dirigit pel membre de la Renaixença Francesc Mestre i Noè tenia com a lema la cita de Dant Alighieri: "Vergonya eterna a aquells que despreciant son idioma, alaban lo dels altres". Les Bases de Manresa aprovades per la Unió Catalanista el març de 1892 constitueixen el marc de referència de La Veu de Tortosa i Mestre i Noè, ja en el seu primer número, publica un llarg llistat d'adhesions de tortosins a les Bases.

La Veu de la Comarca, que apareix a Tortosa el 1903, és la publicació continuadora de La Veu de Tortosa. Tenia com a lema «Pugna pro patria». Foren ànima d'aquesta publicació l'arquitecte Joan Abril i Guanyabens, Francesc Mestre i Noè i mossèn Tomàs Bellpùig.